# Theo Schneider
Theo Schneider (Dortmund, 1960. augusztus 23. –) német labdarúgó-középpályás, edző.

## Pályafutása

### Játékosként
1978 és 1982 között a Borussia Dortmund, az 1982–83-as idényben az 1. FC Nürnberg labdarúgója volt. 1983 és 1986 között a Rot-Weiß Oberhausen, 1986 és 1988 között az 1. FC Saarbrücken, 1988 és 1992 között a VfR Sölde csapatában szerepelt. Az 1992–93-as idényben az Arminia Bielefeld játékosaként fejezte be az aktív labdarúgást.

### Edzőként
1994-ben utolsó klubjánál az Arminia Bielefeldnél kezdte az edzői munkáját. Majd a Borussia Dortmund utánpótlás csapataink szakmai igazgatója volt 2004-ig. 2004 és 2011 között a Borussia Dortmund második csapatának a szakmai munkáját irányította. 2011-ben a Rot-Weiß Oberhausen, 2012 és 2014 között a Wiedenbrück 2000 vezetőedzője volt. 2015 január és 2018 június között a Ferencvárosi TC utánpótlásának a szakmai igazgatója volt.